# 次级代谢产物
次级代谢产物（英語：Secondary metabolites，又称为次生代谢物、二代謝物）是不直接涉及到生命正常生长、发育或繁殖的有机化合物。不像初级代谢产物，缺少次级代谢产物不会导致立即死亡，但是在长期看来，有可能损伤生物的存活率、配對成功率或繁殖力，也可能一点也没有明显的改变。特定的次级代谢产物常常只出現在特定的一個類群中作為這些物種的共有衍徵。次级代谢产物在植物防被食防卫方面起着重要的作用。人类利用次级代谢产物作为药物、调味品或消遣类药物。細菌利用抗生素來和周圍的細菌合作和溝通，常常次級代謝都發生在細菌成長期之後的固定期（stationary phase），而人類使用提煉出來的抗生素做藥物。

## 分类
大多数人类所感兴趣的次级代谢产物被放入基于其生物合成来源分类的分类。因为次级代谢产物常由被修饰的初级代谢产物合酶生产出来，或来源于从初级代谢产物上“借来”的底物，这些分类方法不应该被解读为：分类中的所有分子都是次级代谢产物（例如甾体化合物类），相反地，只是说这些次级代谢产物存在于这些分类中。

### 小“小分子”
- 生物碱（通常是小分子，主要衍生于氨基酸）：
  - 莨菪碱，存在于曼陀罗花（Datura stramonium）中
  - 阿托品，存在于颠茄（Atropa belladonna）中
  - 可卡因，存在于古柯（Erythroxylon coca）中
  - 东莨菪碱，存在于茄科（Solanaceae）植物中
  - 可待因与吗啡，存在于罂粟（Papaver somniferum）中
  - 河豚毒素，存在于河豚与有些有尾目中微生物产物
  - 长春花新碱与长春花碱，存在于长春花（Catharanthus roseus）中有丝分裂抑制剂
- 萜类化合物（源自半萜的低聚物）：
  - 印楝素，（印度苦楝樹，Azadirachta indica）
  - 青蒿素，存在于中国植物黄花蒿（Artemisia annua）中
  - 四氢大麻醇，存在于大麻（Cannabis）中
  - 甾体（具有特殊环状结构的萜类化合物）
    - 皂苷（植物甾体，通常是被糖基化的苷）
- 糖苷（主要衍生于糖类分子）：
  - 野尻霉素
  - 葡糖异硫氰酸盐
- 天然酚：
  - 白藜芦醇
- 吩嗪：
  - 绿脓菌素
  - 吩嗪-1-羧酸（及其衍生物）

### 较大“小分子”，由较大且模块化的“分子工厂”生产出来
- 聚酮：
  - 红霉素
  - 圆皮海绵内酯
- 脂肪酸合酶产品：
  - FR-900848
  - U-106305
  - 间苯三酚
- 非核糖体多肽：
  - 万古霉素
  - 硫链丝菌肽
  - 雷冒拉宁
  - 替考拉宁
  - 短杆菌肽
  - 杆菌肽
- 以上三种的混合体：
  - 埃博霉素
- 多酚

### 非“小分子”，脱氧核糖核酸、核糖核酸或多糖类“经典”生物聚合物
- 核糖体多肽：
  - 微菌素-J25